# Roullours

Roullours este o comună în departamentul Calvados, Franța. În 1 ianuarie 2018 avea o populație de 762 de locuitori.